# Алі-бей Міхалоглу
Алі-бей Міхалоглу (Газі Алауддін Алі Бей Міхалоглу) (1425—1507) — османський військовий діяч, перший санджак бей санджака Смедерево (з 1462/1463 року).

## Біографія
Представник знатної османської сім'ї Міхалоглу, засновником якої був Кесе Михайло, візантійський губернатор Хірменкія і бойовий сподвижник Османа Газі.
У 1459 році Алі-бей очолив похід на угорську провінцію Семигород, але був розбитий у битві при Футозі трансільванським воєводою Михайлом Сіладьї, регентом Угорщини і дядьком майбутнього короля Матяша Гуняді.
У 1460 році Алі-бей був призначений субаші в місті Голубац у Сербії. Під час одного з походів у Банат у 1460 році він захопив у полон у битві біля Сокола угорського полководця Михайла Сіладьї. Знатний бранець був відправлений до Стамбула, де його обезголовили за наказом султана. У тому ж році султан як нагороду призначив його санджакбеем у санджак Відін. У 1462/1463 році Алі-бей став першим санджакбеем у Смедерево.
У 1462 році Алі-бей Міхалоглу зробив постійні рейди на округ Торонтал на угорській території, але після прибуття угорських сил під командуванням Михайло і Петра Сіладьї змушений відступити.
У 1463 році під час походу султана Мехмеда II на Боснію Смедеревский санджакбей Алі-бей зробив відволікаючий напад на угорські володіння в Сремі, але був відбитий Андрієм Понграцем. Тоді Алі-бей зробив рейд у глибину Угорщини, де під Тімішоарою здобув перемогу в битві над воєводою Трансільванії Іоанном Понграцем.